# Prix Hendrik Chabot

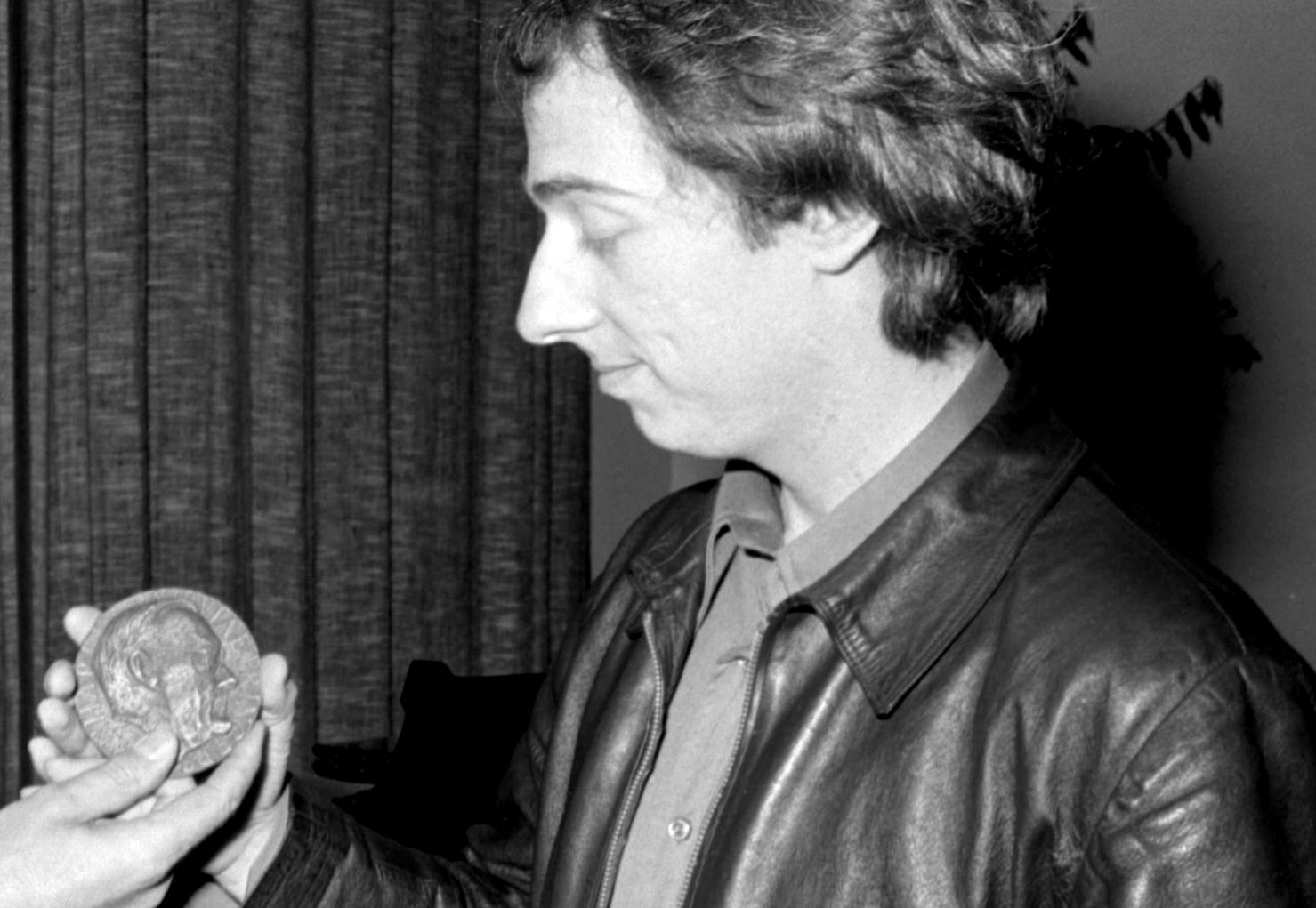
Prix Chabot 1974 décerné au graphiste Ton van Os.

Le Prix Hendrik Chabot (en néerlandais : Hendrik Chabot Prijs) est un prix annuel décerné aux artistes visuels par le Prins Bernhard Cultuurfonds, section Hollande méridionale. La cérémonie de remise des prix a lieu à l'hôtel de ville de Rotterdam, où le prix est remis par le maire de Rotterdam et le commissaire du roi de la province. La récompense porte le nom de l'artiste de Rotterdam Hendrik Chabot (1894-1949). 

## Lauréats (sélection)
- Kees Timmer (en) (1903-1978), 1966
- Piet van Stuivenberg (en), 1967
- Wout van Heusden (en), 1968
- Mathieu Ficheroux (en), 1969
- Jan van Munster (en), 1971
- Ton van Os (en), 1974
- Hans Verweij (nl), 1978
- Daan van Golden (en), 1987
- Ian Jacob Pieters (nl), 1988
- Axel en Helena van der Kraan (en), 1989
- Charly van Rest (nl), 1991
- Woody van Amen (en), 1993
- Ine Lamers (en), 1995
- Joep van Lieshout (en), 1997
- Co Westerik (en), 1999
- Jeanne van Heeswijk (en), 2002
- Dré Wapenaar (nl), 2005
- Han Hoogerbrugge, 2008
- Wendelien van Oldenborgh (en), 2011
- Bik Van Der Pol (en), 2014